# Ngữ hệ Turk
Ngữ hệ Turk là một ngữ hệ gồm ít nhất 35 ngôn ngữ, được nói bởi các dân tộc Turk trên một khu vực rộng lớn từ Đông Âu và Địa Trung Hải tới Siberia và miền Tây Trung Quốc. Vùng đất khởi nguồn của hệ là Tây Trung Quốc và Mông Cổ, từ đó mở rộng ra Trung Á và xa hơn nữa về phía tây.
Các ngôn ngữ Turk được sử dụng như tiếng bản ngữ bởi chừng 170 triệu người, và tổng số người nói, gồm cả người nói như ngôn ngữ thứ hai, là hơn 200 triệu. Ngôn ngữ Turk với lượng người nói lớn nhất là tiếng Thổ Nhĩ Kỳ, được sử dụng chủ yếu tại Tiểu Á và bán đảo Balkan, chiếm 40% tổng số người nói các ngôn ngữ Turk.
Những đặc điểm của tiếng Thổ Nhĩ Kỳ, như sự hài hòa nguyên âm (vowel harmony), tính chắp dính, và sự thiếu vắng giống ngữ pháp, cũng là đặc điểm chung của toàn ngữ hệ Turk. Người nói các ngôn ngữ Oghuz (gồm tiếng Thổ Nhĩ Kỳ, Azerbaijan, Turkmen, Qashqai, và Gagauz) có thể hiểu lẫn nhau trong rất nhiều trường hợp.